# Kaplica cmentarna w Łosiu
Kaplica cmentarna w Łosiu – drewniana kaplica greckokatolicka, przeniesiona w 1989 z Klimkówki do Łosia.
W 1764 powstała w Klimkówce drewniana cerkiew greckokatolicką Zaśnięcia Bogurodzicy, którą rozebrano w 1914, po wybudowaniu nowej murowanej świątyni. Prezbiterium rozebranej cerkwi przeniesiono na miejscowy cmentarz gdzie pełniło funkcję kaplicy. W 1989 przed zalaniem wodą Zalewu Klimkowskiego kaplicę wraz z częścią ekshumowanych grobów przeniesiono do Łosia. 
Obiekt wpisano w 1973 do rejestru zabytków.

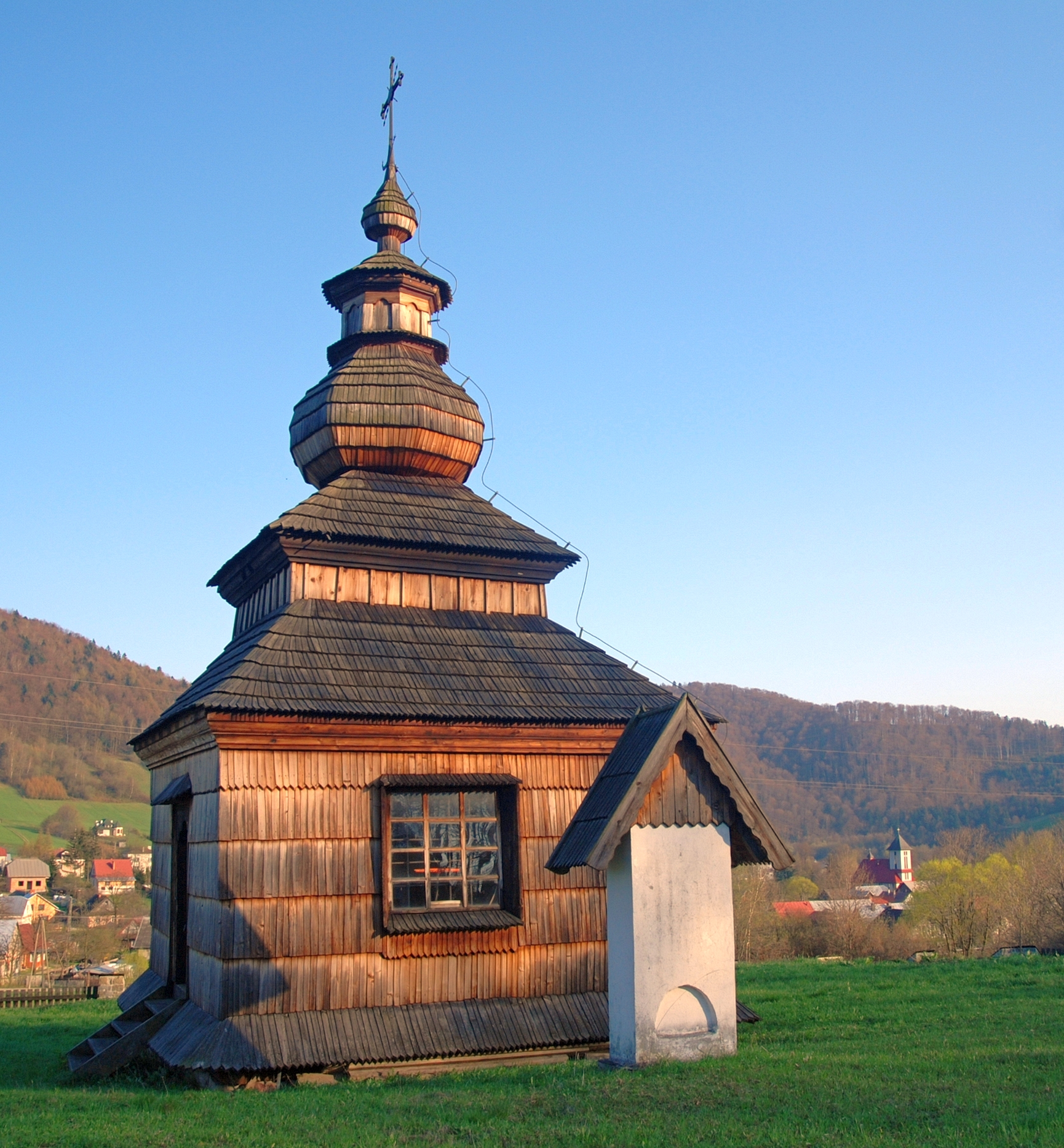
Elewacja zachodnia
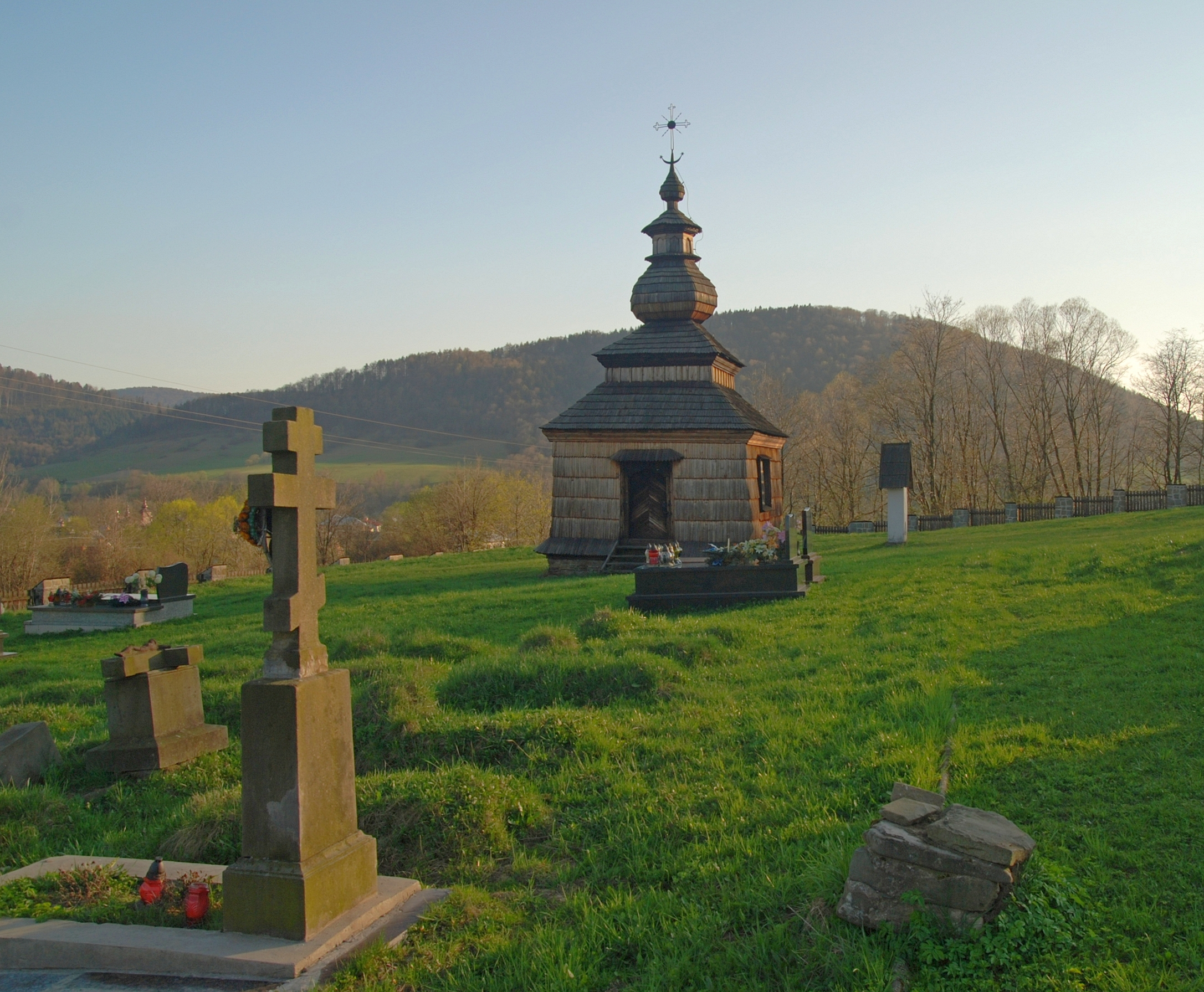
Widok od strony cmentarza
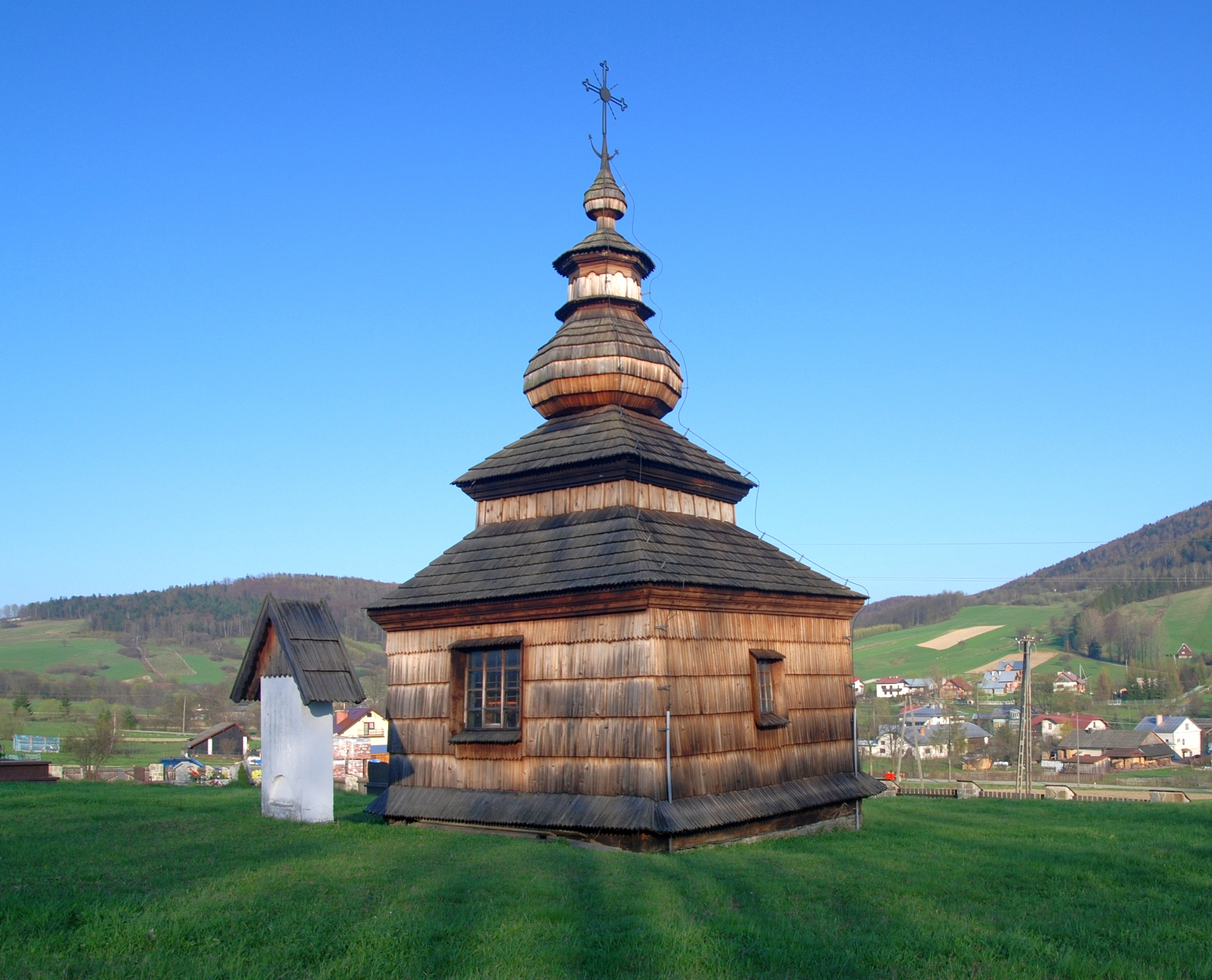
Na tle zabudowań